# 布蘭德峰

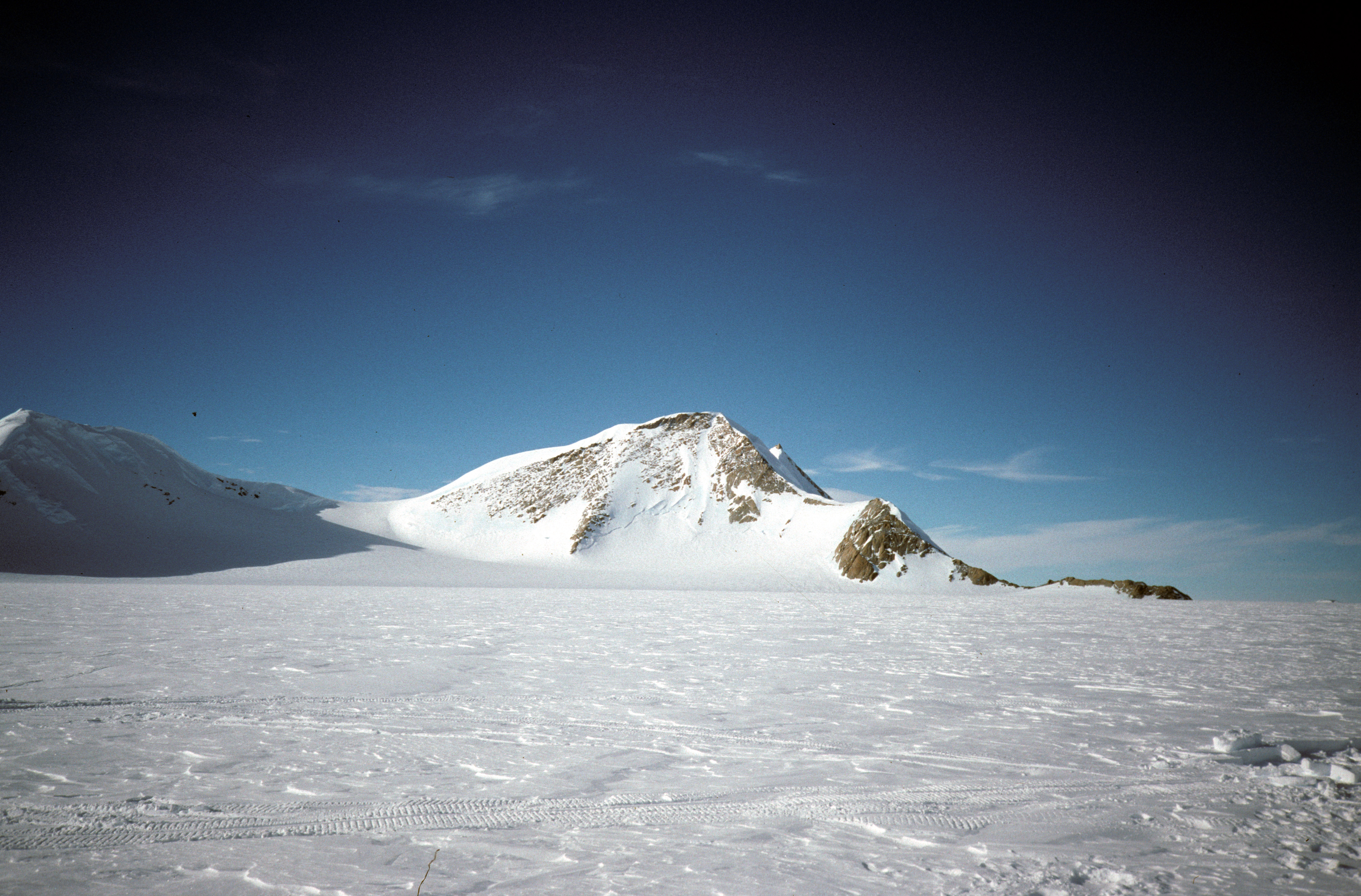

布蘭德峰（英語：Brand Peak），是南極洲的山峰，位於帕爾默地，處於伊特尼蒂山脈東南面19公里和杜姆勒山西北面7公里，在1974年由美國地質調查局繪入地圖，現時由南極條約體系管理。